# Deplasare spre roșu

Liniile de absorbţie din spectrul optic al unui supercluster de galaxii îndepărtate (dreapta), prin comparație cu liniile de absorbție din spectrul optic al Soarelui (stânga). Săgețile indică deplasarea spre roșu. Lungimea de undă crește în sus, spre roșu și dincolo de acesta (frecvența scade).

Deplasarea spre roşu şi deplasarea spre albastru

În fizică și astronomie, deplasarea spre roșu are loc când lungimea de undă a radiației electromagnetice - de regulă lumina vizibilă - emise sau reflectate de un obiect este deplasată spre domeniul de energie mică (roșu) al spectrului electromagnetic din cauza efectului Doppler sau a altor efecte gravitaționale. În general, deplasarea spre roșu se definește ca fiind o creștere a lungimii de undă a radiației electromagnetice receptată de un detector în comparație cu lungimea de undă emisă de sursă. Această creștere a lungimii de undă corespunde unei scăderi a frecvenței radiației electromagnetice.
Orice creștere a lungimii de undă se numește „deplasare spre roșu”, chiar dacă are loc în spectrul invizibil al radiațiilor electromagnetice, cum ar fi radiații gamma, radiații X și ultraviolete. Această denumire poate fi derutantă deoarece, pentru lungimi de undă mai mari decât ale luminii roșii (de exemplu, infraroșii, microunde și unde radio), deplasarea spre roșu duce radiația în direcția opusă față de lumina roșie.
O deplasare spre roșu observată și datorată efectului Doppler are loc atunci când sursa de lumină se îndepărtează de observator, analog deplasării Doppler care modifică frecvența percepută a undelor sonore emise de sursele ce se îndepărtează de observator. Deși observarea acestor deplasări spre roșu are multe aplicații terestre (de exemplu, radarul Doppler și radarele auto), deplasările Doppler spre roșu sunt utilizate în special în astrofizica spectroscopică pentru a determina mișcarea relativă față de Pământ a obiectelor astronomice îndepărtate.
O formulă a deplasării spre roșu relativistă (și aproximarea sa newtoniană) se utilizează atunci când spațiul-timp este izotrop. Atunci când devin importante efectele gravitaționale, deplasarea spre roșu trebuie calculată folosind teoria relativității generale. Două formule importante pentru cazuri speciale sunt așa-numita formulă a deplasării spre roșu gravitaționale, care se aplică oricărui câmp gravitațional staționar (adică invariant în timp), și formula deplasării spre roșu cosmologice care se aplică universului în expansiune din cosmologia Big Bang.
Deplasările spre roșu relativiste, gravitaționale și cosmologice pot fi înțelese din perspectiva legilor transformării sistemelor de referință. Există și alte procese fizice ce pot conduce la modificarea frecvenței radiației electromagnetice și care nu sunt în general denumite „deplasări spre roșu”, printre care împrăștierea radiațiilor și efectele optice cum sunt refracția și aberația cromatică.

## Istorie
Istoria subiectului a început cu dezvoltarea în secolul al XIX-lea a mecanicii undelor și cu explorarea diverselor fenomene asociate cu efectul Doppler. Acest efect poartă numele lui Christian Andreas Doppler, care a oferit prima explicație fizică cunoscută a fenomenului în 1842. Ipoteza a fost verificată și confirmată pentru undele sonore de către omul de știință olandez Christoph Hendrik Diederik Buys Ballot în 1845. Doppler a prezis corect că fenomenul trebuie să se aplice tuturor undelor, și în particular a sugerat că variația culorilor stelelor ar putea fi atribuită mișcării lor în raport cu Pământul. Deși această presupunere s-a dovedit incorectă (culorile stelelor sunt dependente de temperatura de la suprafața acestora, și nu de mișcarea lor), s-a dovedit ulterior că există și un astfel de efect.
Prima deplasare spre roșu Doppler a fost descrisă în 1848 de fizicianul francez Armand-Hippolyte-Louis Fizeau, care a arătat că deplasarea liniilor spectrale observabilă la stele se datorează efectului Doppler. În 1868, astronomul britanic William Huggins a fost primul care a calculat prin această metodă viteza cu care o stea se îndepărtează de Pământ.
În 1871, a fost confirmată deplasarea optică spre roșu când fenomenul a fost observat la liniile Fraunhofer pentru rotația solară, constatându-se deplasarea spre roșu ale acestora cu aproximativ 0,1 Å. În 1901 Aristarh Belopolski a verificat deplasarea optică spre roșu în laborator cu ajutorul unui sistem de oglinzi rotative.
Prima apariție a termenului „deplasare spre roșu” a fost în 1908, când astronomul american Walter S. Adams menționa „Două metode de cercetare a acelei naturi a deplasării spre roșu nebulare”.
Începând cu observațiile din 1912, Vesto Slipher a descoperit că majoritatea nebuloaselor spirale prezentau deplasări spre roșu considerabile. Ulterior, Edwin Hubble a descoperit o relație aproximativă între deplasarea spre roșu a unor astfel de „nebuloase” (despre care nu se știa încă faptul că sunt de fapt galaxii) și distanța până la ele cu formularea legii care îi poartă numele. Aceste observații, coroborate cu lucrările lui Alexander Friedman din 1922 în care a calculat celebrele sale ecuații, sunt astăzi considerate dovezi puternice ale expansiunii universului și ale teoriei Big Bang.

## Măsurare și interpretare
Spectrul luminii care provine dintr-o singură sursă se poate măsura. Pentru a determina deplasarea spre roșu, se identifică în spectru caracteristici cum ar fi liniile spectrale, linii de emisie, sau de absorbție sau alte variații remarcabile ale intensității luminii. Dacă acestea sunt găsite, ele se pot compara cu caracteristicile similare din spectrul de emisie sau absorbție ai diferiților compuși chimici detectabili și măsurabili în experimente de laborator. Un element atomic foarte frecvent întâlnit în spațiu este hidrogenul. Spectrul luminii inițial lipsită de caracteristici și trecută prin hidrogen prezintă un spectru specific acestui element cu caracteristici la intervale regulate. Dacă observația se limitează la liniile de absorbție, rezultatul ar fi similar cu ilustrația din dreapta-sus. Dacă se observă aceeași structură de intervale dintre liniile spectrale dar cu un decalaj constant al lungimilor de undă într-un spectru observat la o sursă îndepărtată, atunci acel spectru se poate identifica tot cu al hidrogenului. Dacă se identifică aceeași linie spectrală în ambele spectre dar la lungimi de undă diferite, atunci se poate calcula deplasarea spre roșu cu formulele din tabelul de mai jos. Determinarea deplasării spre roșu a unui obiect în acest fel necesită o gamă de frecvențe sau de lungimi de undă. Pentru a calcula deplasarea spre roșu pentru un spectru fără caracteristici identificabili, trebuie să se cunoască lungimea de undă a luminii emise în sistemul de referință în care sursa este în repaus, cu alte cuvinte, lungimea de undă ce ar fi măsurată de un observator aflat în mișcare solidar cu sursa (într-un sistem de referință propriu). Cum în aplicațiile astronomice, această măsurătoare nu se poate efectua direct, se folosește în schimb metoda cu linii spectrale descrisă aici. Deplasările spre roșu nu se pot calcula pentru  caracteristicile neidentificate ale căror frecvență în sistemul de referință propriu nu se cunoaște, sau cu un spectru lipsit de caracteristici sau cu zgomot alb (fluctuații aleatoare într-un spectru).
Deplasarea spre roșu (și cea spre albastru) pot fi caracterizate prin diferența relativă dintre lungimile de undă (sau frecvențele) emise și cele observate ale unui obiect. În astronomie, se obișnuiește ca această cantitate adimensională să fie denumită z. Dacă λ reprezintă lungimea de undă, și f reprezintă frecvența (atenție, λf = c unde c este viteza luminii), atunci z se definește prin ecuațiile:
| Pe baza lungimii de undă                                                                                      | Pe baza frecvenței                                                                       |
| --- | ---------------------------------------------------------------------------------------- |
| {\displaystyle z={\frac {\lambda _{\mathrm {obsv} }-\lambda _{\mathrm {emis} }}{\lambda _{\mathrm {emis} }}}} | {\displaystyle z={\frac {f_{\mathrm {emis} }-f_{\mathrm {obsv} }}{f_{\mathrm {obsv} }}}} |
| {\displaystyle 1+z={\frac {\lambda _{\mathrm {obsv} }}{\lambda _{\mathrm {emis} }}}}                          | {\displaystyle 1+z={\frac {f_{\mathrm {emis} }}{f_{\mathrm {obsv} }}}}                   |

După ce se măsoară z, distincția dintre deplasarea spre roșu și cea spre albastru este doar o chestiune de semn al lui z. De exemplu, deplasarea spre albastru cauzată de efectul Doppler (z < 0) se asociază cu obiecte ce se apropie de observator și cu deplasarea spectrului luminii spre energii mai mari. Analog, deplasarea spre roșu cauzată de efectul Doppler (z > 0) se asociază cu obiecte ce se îndepărtează de observator și cu deplasarea spectrului luminii spre energii mai mici. Tot astfel, deplasările spre albastru gravitaționale se asociază cu lumina emisă dintr-o sursă aflată într-un câmp gravitațional mai slab observat în cadrul unui câmp gravitațional mai puternic, iar deplasarea spre roșu gravitațională implică circumstanțe inverse.

## Formulele deplasării spre roșu
În teoria relativității generale, se pot calcula formule pentru cazuri particulare importante ale deplasării spre roșu în anumite geometrii particulare ale spațiu-timpului, așa cum rezumă următorul tabel. În toate cazurile, modulul deplasării (z) este independent de lungimea de undă.

Efectul Doppler, o sferă galbenă (lungime de undă ~575 nm) pare verzuie (deplasată spre albastru la o lungime de undă de ~565 nm) când se apropie de observator, devine portocalie (deplasată spre roșu la ~585 nm lungime de undă) în momentul trecerii, și redevine galbenă când mișcarea încetează. Pentru a observa o astfel de schimbare a culorii, obiectul ar trebui să se deplaseze cu aproximativ 5200 km/s, sau de aproximativ 75 de ori mai rapid decât recordul de viteză al celei mai rapide sonde spațiale artificiale.

| Tip de deplasare spre roșu          | Geometrie                                                    | Formulă |
| ----------------------------------- | ------------------------------------------------------------ | --- |
| Doppler relativist                  | Spațiu Minkowski (spațiu-timp izotrop)                       | {\displaystyle 1+z=\gamma \left(1+{\frac {v_{\parallel }}{c}}\right)} ({\displaystyle z\approx {\frac {v_{\parallel }}{c}}} pentru {\displaystyle v} mic)                                                                               |
| Deplasarea cosmologică spre roșu    | spațiu-timp FLRW (univers Big Bang în extindere)             | {\displaystyle 1+z={\frac {a_{\mathrm {acum} }}{a_{\mathrm {atunci} }}}} |
| Deplasarea gravitațională spre roșu | orice spațiu-timp staționar (de ex. geometria Schwarzschild) | {\displaystyle 1+z={\sqrt {\frac {g_{tt}({\text{receptor}})}{g_{tt}({\text{sursa}})}}}} (pentru geometria Schwarzschild, {\displaystyle 1+z={\sqrt {\frac {1-{\frac {2GM}{r_{\text{receptor}}}}}{1-{\frac {2GM}{r_{\text{sursa}}}}}}}}) |

### Efectul Doppler
Dacă o sursă de lumină se îndepărtează de observator, atunci are loc deplasarea spre roșu (z > 0); dacă sursa se apropie de observator, atunci are loc deplasarea spre albastru (z < 0). Aceasta este valabilă pentru toate undele electromagnetice și este explicată de efectul Doppler. Ca o consecință, acest tip de deplasare spre roșu se numește deplasare Doppler spre roșu. Dacă sursa se îndepărtează de observator cu viteza v, atunci, ignorând efectele relativiste, deplasarea spre roșu este dată de formula
{\displaystyle z\approx {\frac {v}{c}}}     (Cum {\displaystyle \gamma \approx 1})
unde c este viteza luminii. În cazul efectului Doppler clasic, frecvența sursei nu se modifică, iar mișcarea recesională cauzează iluzia de frecvență mai mică.

### Efectul Doppler relativist
O tratare mai completă a deplasării Doppler spre roșu impune luarea în calcul a efectelor relativiste asociate cu mișcarea surselor cu viteze apropiate de viteza luminii. Pe scurt, deplasarea spre roșu a luminii emise de obiectele ce se apropie de viteza luminii va suferi deviații de la formula de mai sus din cauza dilatării spațiu-timpului din teoria relativității restrânse, deviații care pot fi corectate prin introducerea factorului Lorentz γ în formula efectului Doppler clasic după cum urmează:
| {\displaystyle 1+z=\left(1+{\frac {v}{c}}\right)\gamma } |

unde, factorul Lorentz se exprimă prin relația:
| {\displaystyle \gamma ={\frac {c}{\sqrt {c^{2}-v^{2}}}}} |

în care c reprezintă viteza luminii, și v este viteza relativă a sursei față de observator.
Acest fenomen a fost observat pentru prima oară într-un experiment efectuat în 1938 de Herbert E. Ives și de G.R. Stilwell și numit experimentul Ives-Stilwell.
Cum factorul Lorentz depinde doar de modulul vitezei, acesta determină ca deplasarea spre roșu asociată corecției relativiste să fie independentă de orientarea mișcării sursei. Spre deosebire de aceasta, partea clasică a formulei depinde de proiecția vitezei sursei pe direcția de observare, ceea ce dă rezultate diferite pentru orientări diferite. În consecință, pentru un obiect ce se mișcă sub un unghi θ față de direcția sursă-observator (unghiul zero corespunde situației în care vectorul viteză al sursei este coliniară cu direcția de observare), forma completă a efectului Doppler relativist devine:
| {\displaystyle 1+z={\frac {1+{\frac {v}{c}}\cos \theta }{\sqrt {1-{\frac {v^{2}}{c^{2}}}}}}} |

și pentru mișcarea ce are loc doar de-a lungul direcției de observare (θ = 0°), ecuația se reduce la:
| {\displaystyle 1+z={\sqrt {\frac {1+{\frac {v}{c}}}{1-{\frac {v}{c}}}}}} |

Pentru cazul special al sursei în mișcare pe o direcție normală (θ = 90°) față de detector, deplasarea relativistă  este cunoscută sub numele de deplasarea spre roșu transversală, și determină o deplasare dată de expresia:
| {\displaystyle 1+z={\frac {1}{\sqrt {1-{\frac {v^{2}}{c^{2}}}}}}} |

deși obiectul nu se îndepărtează instantaneu de observator. Chiar dacă sursa se îndreaptă spre observator, dacă există o componentă transversală a mișcării, atunci există o viteză limită la care dilatarea temporală anulează deplasarea spre albastru și pentru viteze mai mari decât această viteză limită de apropiere a sursei, lumina acesteia va fi deplasată spre roșu în loc de albastru.

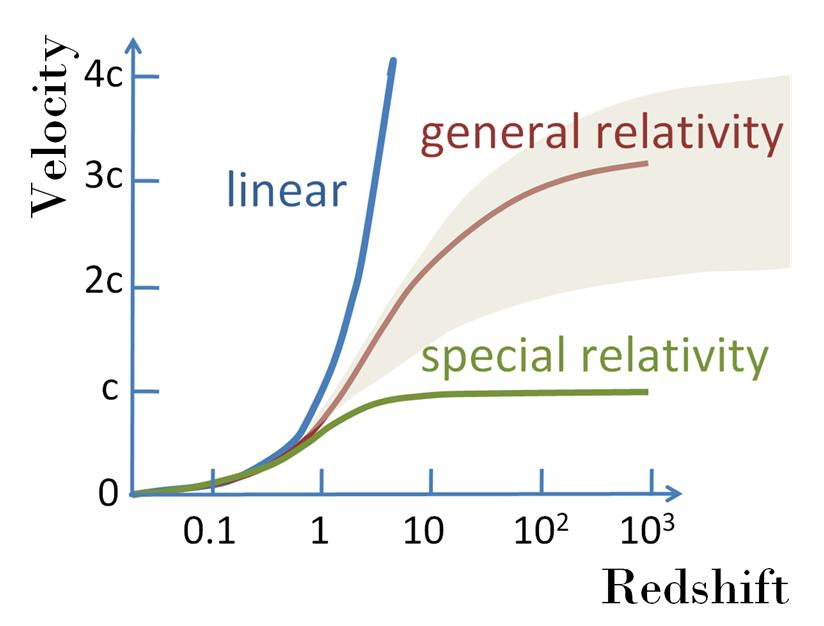
Diverse viteze de îndepărtare posibile şi funcţiile de deplasare spre roşu corespunzătoare lor inclusiv relaţia liniară v = cz; diverse forme posibile din teoriile expansiunii cosmologice legate de relativitatea generală; și o curbă ce nu permite viteze mai mari decât a luminii în conformitatea cu relativitatea restrânsă. Toate curbele sunt liniare la deplasări mici (respectiv pentru valori mici ale vitezei sursei în raport cu viteza luminii).

### Expansiunea spațiului
În prima parte a secolului al XX-lea, Slipher, Hubble și alții au efectuat primele măsurători ale deplasărilor spre roșu și albastru ale galaxiilor de dincolo de Calea Lactee. Inițial, ei au interpretat aceste deplasări ca fiind datorate doar efectului Doppler, dar ulterior Hubble a descoperit o oarecare corelație între creșterea deplasării spre roșu și distanța față de galaxii. Teoreticienii au realizat aproape imediat că aceste observații pot fi explicate și printr-un alt mecanism de producere a deplasării spre roșu. Legea lui Hubble a corelației între deplasarea spre roșu și distanță stă la baza modelelor cosmologice bazate pe relativitatea generală și care prezintă o expansiune metrică a spațiului. Ca rezultat, fotonii propagați prin spațiul în extindere sunt „întinși”, creând o deplasare cosmologică spre roșu. Aceasta diferă de deplasarea dată de efectul Doppler și descrisă mai sus prin aceea că diferența de viteză (respectiv transformarea Lorentz) dintre sursă și observator nu se datorează schimbului clasic de impuls și energie, și că fotonii își măresc lungimea de undă și deci se deplasează spre roșu din cauză că spațiul prin care se propagă ei se dilată (extinde). Consecințele observabile ale acestui efect pot fi calculate folosind ecuațiile din teoria relativității generale care descriu un univers omogen și izotrop.
Pentru calculul efectului de deplasare spre roșu, se folosește ecuația geodezicii pentru o undă de lumină plană, adică
| {\displaystyle ds^{2}=0=-c^{2}dt^{2}+{\frac {a^{2}dr^{2}}{1-kr^{2}}}} |

unde
- {\displaystyle ds} este elementul linie (Lorentzianul)
- {\displaystyle dt} este intervalul de timp (infinitezimal)
- {\displaystyle dr} este intervalul spațial (infinitezimal)
- {\displaystyle c}  este viteza luminii
- {\displaystyle a}  este factorul cosmic de scală, dependent de timp sau factorul de scalare Robertson-Walker
- {\displaystyle k} este curbura locală pe unitatea de arie.

Pentru un observator ce privește frontul unei unde luminoase la o poziție {\displaystyle r=0} și la un moment de timp {\displaystyle t=t_{\mathrm {prezent} }}, acel front de undă a fost emis la un moment {\displaystyle t=t_{\mathrm {trecut} }} în trecut și la o poziție aflată la o distanță {\displaystyle r=R}. Integrând pe drumul parcurs de undă în spațiu și în timp se obține:
| {\displaystyle c\int _{t_{\mathrm {trecut} }}^{t_{\mathrm {prezent} }}{\frac {dt}{a}}\;=\int _{R}^{0}{\frac {dr}{\sqrt {1-kr^{2}}}}\,.} |

În general, lungimea de undă a luminii nu este aceeași pentru cele două poziții și momente considerate din cauza variației proprietăților metricii. Când unda a fost emisă, ea avea o lungime de undă de {\displaystyle \lambda _{\mathrm {trecut} }}. Următorul maxim al undei luminoase a fost emis la un moment
| {\displaystyle t=t_{\mathrm {trecut} }+\lambda _{\mathrm {trecut} }/c\,.} |

Observatorul vede următorul maxim al undei luminoase observate cu o lungime de undă {\displaystyle \lambda _{\mathrm {acum} }} care sosește la un moment de timp
| {\displaystyle t=t_{\mathrm {prezent} }+\lambda _{\mathrm {prezent} }/c\,.} |

Deoarece al doilea maxim este din nou emis de la {\displaystyle r=R} și este observat la {\displaystyle r=0}, se poate scrie următoarea ecuație:
| {\displaystyle c\int _{t_{\mathrm {trecut} }+\lambda _{\mathrm {trecut} }/c}^{t_{\mathrm {prezent} }+\lambda _{\mathrm {prezent} }/c}{\frac {dt}{a}}\;=\int _{R}^{0}{\frac {dr}{\sqrt {1-kr^{2}}}}\,.} |

Părțile din dreapta celor două ecuații integrale de mai sus sunt identice, ceea ce înseamnă că
| {\displaystyle c\int _{t_{\mathrm {trecut} }+\lambda _{\mathrm {trecut} }/c}^{t_{\mathrm {prezent} }+\lambda _{\mathrm {prezent} }/c}{\frac {dt}{a}}\;=c\int _{t_{\mathrm {trecut} }}^{t_{\mathrm {prezent} }}{\frac {dt}{a}}\,} |

sau, analog,
| {\displaystyle \int _{t_{\mathrm {prezent} }}^{t_{\mathrm {prezent} }+\lambda _{\mathrm {prezent} }/c}{\frac {dt}{a}}\;=\int _{t_{\mathrm {trecut} }}^{t_{\mathrm {trecut} }+\lambda _{\mathrm {trecut} }/c}{\frac {dt}{a}}\,.} |

Pentru variații foarte mici ale timpului (în intervalul unei perioade de oscilații a undei) factorul de scală este în esență o constantă ({\displaystyle a=a_{\mathrm {prezent} }} la momentul prezent și {\displaystyle a=a_{\mathrm {trecut} }} pentru momentul din trecut). De aici
| {\displaystyle {\frac {t_{\mathrm {prezent} }+\lambda _{\mathrm {prezent} }/c}{a_{\mathrm {prezent} }}}-{\frac {t_{\mathrm {prezent} }}{a_{\mathrm {prezent} }}}\;={\frac {t_{\mathrm {trecut} }+\lambda _{\mathrm {trecut} }/c}{a_{\mathrm {trecut} }}}-{\frac {t_{\mathrm {trecut} }}{a_{\mathrm {trecut} }}}} |

ceea ce se poate scrie sub forma:
| {\displaystyle {\frac {\lambda _{\mathrm {prezent} }}{\lambda _{\mathrm {trecut} }}}={\frac {a_{\mathrm {prezent} }}{a_{\mathrm {trecut} }}}\,.} |

Folosind definiția deplasării spre roșu dată mai sus, se obține ecuația
| {\displaystyle 1+z={\frac {a_{\mathrm {prezent} }}{a_{\mathrm {trecut} }}}} |

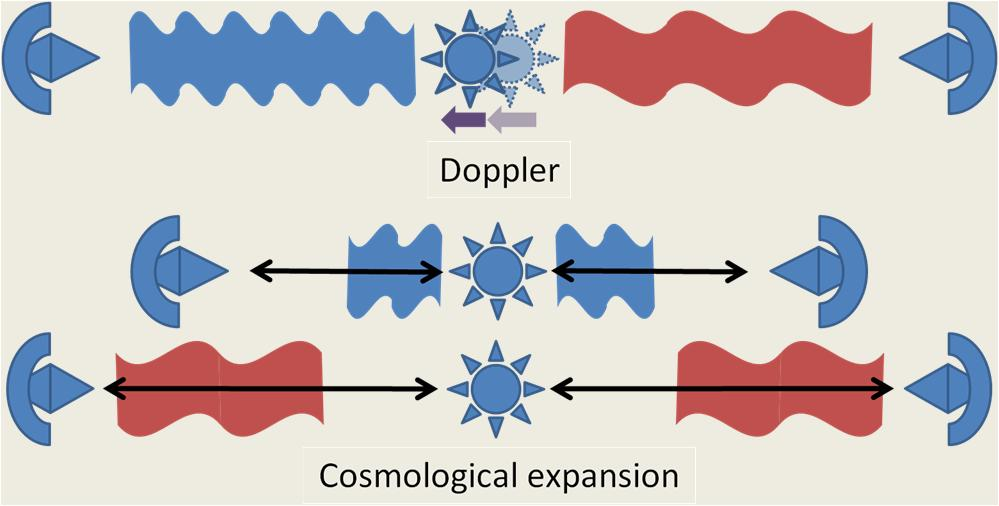
Două surse diferite de deplasare spre roşu: Sus, deplasare Doppler: steaua care se mişcă spre stânga emite lumină deplasată spre albastru în direcţia antenei de care se apropie steaua, şi deplasată spre roşu în direcţia antenei de care se îndepărtează. Centru şi jos: expansiune cosmologică: Distanţa dintre steaua emiţătoare şi ambele antene creşte pe măsură ce lumina se propagă, crescând lungimea de undă a luminii văzute de ambele antene. Cele două imagini arată propagarea luminii în două perioade: în centru, la momentul emisiei, lungimea de undă este scurtă, iar în imaginea de jos la momentul receptării lungimea de undă a crescut odată cu expansiunea spaţiului. După Koupelis & Kuhn. O interpretare prea literală acestei figuri poate fi derutantă. În particular, imaginea cu deplasarea Doppler se vede dintr-un singur sistem inerţial, cel al celor două antene. Imaginile cu expansiunea cosmologică sunt o concatenare de sisteme de referinţă inerţiale locale aflate în spaţiul dintre diferite obiecte local staţionare.

Într-un univers în expansiune, cum este cel în care existăm, factorul de scalare este monoton crescător în timp, și deci, z este pozitiv, iar galaxiile îndepărtate apar deplasate spre roșu. Acest tip de deplasare spre roșu se numește deplasare cosmologică spre roșu sau deplasare Hubble. Dacă universul s-ar fi contractat în loc să se extindă, am vedea galaxiile îndepărtate deplasate spre albastru cu o cantitate proporțională cu distanța până la ele.
Aceste galaxii nu se îndepărtează doar ca viteză fizică; mai mult, spațiul dintre ele se lărgește, ceea ce explică izotropia pe scară mare a efectului, cerută de principiul cosmologic. Pentru deplasări cosmologice spre roșu de z < 0,01 efectele expansiunii spațiu-timpului sunt minime și deplasările cosmologice spre roșu pot fi dominate de alte deplasări Doppler și deplasări spre albastru adiționale cauzate de mișcările relative stranii ale galaxiilor. Diferența dintre viteza fizică și expansiunea spațiului se poate ilustra cu ajutorul universului modelat de o folie cauciuc, o analogie cosmologică adesea utilizată pentru a descrie expansiunea spațiului. Dacă două obiecte sunt reprezentate de niște bile metalice și spațiu-timpul de o suprafață de cauciuc, efectul Doppler este cauzat de mișcarea bilelor pe suprafață pentru a crea mișcare stranie. Deplasarea cosmologică spre roșu are loc atunci când bilele se sprijină pe suprafață și aceasta este întinsă. (Evident, modelul prezintă probleme dimensionale, deoarece bilele trebuie să fie în suprafața de cauciuc, iar deplasarea cosmologică produce viteze mai mari decât produce efectul Doppler dacă distanța între două obiecte este suficient de mare.)
Utilizând un model al expansiunii universului, deplasarea spre roșu poate fi legată de vârsta unui obiect observat, așa-numita relație timp cosmic–deplasare spre roșu. Se notează raportul de densitate ca Ω0:
| {\displaystyle \Omega _{0}={\frac {\rho }{\rho _{crit}}}\ ,} |

unde ρcrit este densitatea critică a materiei pentru care universul trece de la starea de expansiune la aceea de contracție (colaps). Această densitate este aproximativ de trei atomi de hidrogen pe mia de litri de spațiu. La deplasări spre roșu mari, rezultă:
| {\displaystyle t(z)={\frac {2}{3H_{0}{\Omega _{0}}^{1/2}(1+z)^{3/2}}}\ ,} |

unde H0 = astăzi constanta Hubble, și z = deplasarea spre roșu.
Deplasarea spre roșu a galaxiilor include atât o componentă legată de viteza de îndepărtare provenită din expansiunea universului, cât și o componentă legată de deplasarea Doppler. Deplasarea spre roșu cauzată de expansiunea universului depinde de viteza de îndepărtare într-o manieră determinată de modelul cosmologic ales pentru a descrie expansiunea universului, ceea ce diferă foarte mult de felul în care deplasarea Doppler depinde de viteza locală. Descriind originea deplasării spre roșu în expansiunea cosmologică, Harrison spune: „Lumina pleacă de la o galaxie aflată în repaus în regiunea sa de spațiu, și este în cele din urmă primită de observatori în repaus în regiunea lor locală de spațiu. Între galaxie și observator, lumina se deplasează prin regiuni vaste de spațiu aflat în expansiune. Ca rezultat, toate lungimile de undă ale luminii sunt „întinse” de expansiunea spațiului. Pur și simplu.” Vezi Harrison, p. 315. „Creșterea de lungime de undă de la emisia la absorbția luminii nu depinde de viteza de modificare a lui a(t) (aici a(t) este factorul de scalare Robertson-Walker) la momentele emisiei și recepției, ci de creșterea lui a(t) de-a lungul întregului interval de timp scurs de la emisie și până la recepție.”
Cu toate acestea, literatura populară utilizează adesea expresia „deplasare Doppler spre roșu” în loc de „deplasare cosmologică spre roșu” pentru a descrie deplasarea spre roșu a galaxiilor cauzată de expansiunea spațiu-timpului, în pofida faptului că deplasarea spre roșu nu se calculează folosind ecuația Doppler relativistă. În particular, deplasarea Doppler spre roșu este limitată de teoria relativității restrânse; astfel, aici v > c este imposibil în timp ce v > c este posibil în cazul deplasării cosmologice spre roșu deoarece spațiul care separă obiectele (de exemplu, un quasar de Pământ) se pot extinde mai rapid decât viteza luminii. Dintr-un punct de vedere mai matematic, ideea că „galaxiile îndepărtate se îndepărtează și mai mult” și cea că „spațiul dintre galaxii se extinde” sunt legate de schimbarea sistemelor de coordonate. Exprimarea precisă a acestora impune lucrul cu matematica metricii Friedmann-Robertson-Walker.

### Deplasare spre roșu gravitațională
În teoria relativității generale, există o dilatare temporală într-o groapă gravitațională. Aceasta este cunoscută ca Deplasare spre roșu gravitațională sau deplasare Einstein. Calculul teoretic al acestui efect rezultă din soluția Schwarzschild a ecuațiilor lui Einstein care dau următoarea formulă a deplasării spre roșu asociate cu deplasarea unui foton în câmpul gravitațional al unei mase sferic simetrice neîncărcată electric, fără mișcare de rotație:
| {\displaystyle 1+z={\frac {1}{\sqrt {1-\left({\frac {2GM}{rc^{2}}}\right)}}},} |

unde
- {\displaystyle G\,} este Constanta gravitațională,
- {\displaystyle M\,} este masa obiectului care creează câmpul gravitațional,
- {\displaystyle r\,} este coordonata radială a observatorului (analog distanței clasice din centrul obiectului, dar de fapt coodonată Schwarzschild), și
- {\displaystyle c\,} este viteza luminii.

Acest rezultat al deplasării spre roșu gravitaționale poate fi calculat din ipotezele relativității restrânse și din principiul de echivalență; utilizarea ansamblului teoriei relativității generale nu este necesară.
Efectul este foarte mic, dar măsurabil pe Pământ folosind efectul Mössbauer și a fost observat pentru prima oară în experimentul Pound-Rebka. Acest efect este însă semnificativ doar în apropierea unei găuri negre, și pe măsură ce un obiect se apropie de orizontul evenimentelor deplasarea spre roșu devine infinită. El este și cauza dominantă a fluctuațiilor de temperatură pe scară unghiulară mare în radiația cosmică de fundal (efectul Sachs-Wolfe).

## Observații în astronomie
Deplasarea spre roșu observată în astronomie se poate măsura fiindcă spectrele de emisie și de absorbție ale diverselor specii atomice sunt caracteristici distinctive și bine cunoscute, calibrate prin experimentele spectroscopice efectuate în laboratoarele de pe Pământ. Când se măsoară deplasarea spre roșu a diverselor linii de emisie și absorbție ale unui singur obiect astronomic, z rezultă a fi remarcabil de constant. Deși obiectele îndepărtate pot fi ușor neclare și cu liniile lărgite, aceasta se poate explica doar prin mișcarea termică sau mecanică a sursei. Din aceste motive, consensul între astronomi este că deplasările spre roșu pe care le observă se datorează unei combinații de trei forme stabilite de deplasare spre roșu. Ipotezele și explicațiile alternative ale deplasării spre roșu, cum ar fi lumina obosită nu sunt în general considerate plauzibile.
Spectroscopia, ca metodă de măsurare, este considerabil mai dificilă decât simpla fotometrie, care măsoară strălucirea obiectelor astronomice prin anumite filtre. Când sunt disponibile doar date fotometrice (de exemplu, Hubble Deep Field și Hubble Ultra Deep Field), astronomii se bazează pe o tehnică de măsurare a deplasării fotometrice spre roșu. Deoarece filtrul este sensibil la o gamă de lungimi de undă și deoarece tehnica se bazează pe multe presupuneri asupra naturii spectrului sursei de lumină, erorile pentru acest gen de măsurători pot fi de până la δz = 0,5, și ele sunt mult mai nesigure decât cele spectroscopice. Fotometria, însă, permite cel puțin o caracterizare calitativă a deplasării spre roșu. De exemplu, dacă un spectru similar cu cel solar ar avea o deplasare spre roșu de z = 1, el ar fi cel mai strălucitor în infraroșu decât în zona galben-verde de culoare a spectrului vizibil asociată cu maximul spectrului său de corp negru, și intensitatea luminii va fi redusă în filtru cu un factor de doi (1+z).

### Observații locale
La obiectele apropiate (din galaxia Calea Lactee) deplasările spre roșu observate sunt aproape întotdeauna în legătură cu vitezele fizice de-a lungul direcției de observare. Observarea acestor deplasări spre roșu și spre albastru au permis astronomilor sa măsoare vitezele și să parametrizeze masele stelelor ce orbitează împreună cu alte stele în sistemele binare spectroscopice, metodă utilizată pentru prima oară în 1868 de astronomul britanic William Huggins. Analog, deplasările spre roșu și spre albastru mici detectate în măsurătorile spectroscopice ale unor stele individuale sunt una din modurile în care astronomii au reușit să pună în evidență și să măsoare prezența și caracteristicile sistemelor planetare din jurul altor stele. Măsurătorile deplasărilor spre roșu în detaliu fin sunt utilizate în helioseismologie pentru determinarea cu exactitate a mișcărilor fotosferei Soarelui. Deplasările spre roșu au fost folosite și pentru a realiza prima măsurătoare a perioada de rotație al planetelor, vitezele norilor interstelari, rotația galaxiilor, și dinamica acreției pe stelele neutronice și găurile negre ce prezintă deplasări spre roșu Doppler și gravitaționale. În plus, se pot obține temperaturile diverselor obiecte care emit și absorb lumină măsurând lărgirea Doppler — deplasări spre roșu sau spre albastru pe o singură linie de emisie sau de absorbție. Măsurând lărgirea și deplasarea liniei hidrogenului de 21 cm în direcții diferite, astronomii au reușit să măsoare vitezele de îndepărtare ale gazului interstelar, care la rândul său relevă curba de rotație a Căii Lactee. Au fost efectuate măsurători similare și la alte galaxii, cum ar fi Andromeda. Ca unealtă de diagnosticare, măsurătorile deplasării spre roșu reprezintă una dintre cele mai importante metode de măsurări spectroscopice din astronomie.

### Observații extragalactice
Cele mai îndepărtate obiecte prezintă deplasări spre roșu mai pronunțate, corespunzător legii lui Hubble. Cea mai mare deplasare spre roșu observată, corespunzătoare celei mai mari distanțe în spațiu și celui mai îndepărtat moment de timp de emisie, este cel al radiației cosmice de fundal; valoarea numerică a deplasării sale spre roșu este de aproximativ z = 1089 (z = 0 corespunde prezentului), și arată starea Universului cu aproximativ 13,7 miliarde de ani în urmă, la 379.000 de ani după primele momente ale Big Bangului.
Centrele luminoase și punctiforme ale quasarilor au fost primele obiecte cu deplasare mare spre roșu ({\displaystyle z>0,1}) descoperite înainte ca îmbunătățirea telescoapelor să permită descoperirea galaxiilor cu deplasări mari.
Pentru galaxii din afara Grupului Local și a clusterului Fecioarei din apropiere, la distanțe de maxim câțiva megaparseci, deplasarea spre roșu este aproximativ proporțională cu distanța până la galaxie. Această corelație a fost observată pentru prima oară de Edwin Hubble și este cunoscută sub numele de legea lui Hubble. Vesto Slipher a fost primul care a descoperit deplasări spre roșu ale galaxiilor, în preajma anului 1912, în vreme ce Hubble a corelat măsurătorile lui Slipher cu distanțele pe care le-a măsurat prin alte mijloace pentru a-și formula legea. În modelul cosmologic larg acceptat bazat pe teoria relativității generale, deplasarea spre roșu este în mare parte rezultatul expansiunii spațiului, ceea ce înseamnă că, cu cât o galaxie este mai îndepărtată, cu atât mai mult s-a extins spațiul dintre ea și Pământ din momentul când lumina a plecat de la galaxie, deci cu cât s-a „întins” mai mult lumina, cu atât mai deplasată spre roșu este lumina receptată de noi, și deci cu atât mai rapid pare ea că se îndepărtează. Legea lui Hubble rezultă parțial din principiul copernican. Deoarece de regulă nu se știe cât de luminoase sunt obiectele, măsurarea deplasării spre roșu este mai simplă decât măsurătorile directe ale distanței, deci deplasarea spre roșu este uneori convertită în practică într-o distanță brută folosind legea lui Hubble.
Interacțiunile gravitaționale ale galaxiilor și clusterelor determină o împrăștiere semnificativă a punctelor de pe diagrama lui Hubble. Vitezele galaxiilor se suprapun peste o urmă a masei obiectelor virializate din univers. Acest efect conduce la fenomene cum ar fi deplasarea spre albastru a galaxiilor apropiate (cum ar fi galaxia Andromeda) în căderea spre un baricentru comun, și șabloane de deplasări spre roșu ale unor clustere ce prezintă efectul Degetele lui Dumnezeu datorat împrăștierii vitezelor stranii într-o distribuție aproximativ sferică. Această componentă dă o șansă de a măsura masele obiectelor independent de raportul masă-lumină (raportul dintre masa unei galaxii exprimată în mase solare și luminozitatea sa în luminozități solare), un instrument important de măsurare a materiei întunecate.
Relația liniară a legii lui Hubble între distanță și deplasarea spre roșu presupune că viteza de expansiune a universului ar fi constantă. Când universul era mult mai tânăr, însă, viteza de expansiune, și astfel și „constanta” lui Hubble, erau mai mari decât astăzi. Atunci, pentru galaxiile îndepărtate, a căror lumină călătorește spre noi de mult mai mult timp, aproximarea vitezei constante de expansiune dă greș, iar legea lui Hubble devine o relație integrală neliniară dependentă de istoria vitezei de expansiune de la emisia luminii de la galaxia în chestiune. Observarea relației distanță-deplasare spre roșu se poate, astfel, folosi pentru a determina istoria expansiunii universului și deci conținutul său de materie și energie.
S-a crezut multă vreme că viteza de expansiune a scăzut continuu de la Big Bang, dar observațiile recente asupra relației distanță-deplasare spre roșu la supernovele de tip Ia au sugerat că în vremuri relativ recente viteza de expansiune a universului a început să crească.

### Cele mai mari deplasări spre roșu
În prezent, obiectele cu cele mai mari deplasări spre roșu cunoscute sunt galaxiile și obiectele ce produc explozii de radiații gamma. Cele mai sigure date despre deplasarea spre roșu sunt cele spectroscopice, și cea mai mare deplasare spre roșu confirmată spectroscopic la o galaxie este cea a lui IOK-1, cu o deplasare de z = 6,96. Mai puțin sigure sunt deplasările Lyman, dintre care cea mai mare o are galaxia A1689-zD1 cu z = 7,6 cea de pe locul doi având {\displaystyle z=7,0} iar rapoartele neconfirmate ale lui Ellis R. și alții. dintr-o lentilă gravitațională observate la un cluster îndepărtat de galaxii poate indica o galaxie cu o deplasare spre roșu de {\displaystyle z=10,1}.
Cea mai îndepărtată explozie de radiații gamma observată a fost GRB 090423, cu o deplasare spre roșu de 8,2.
Cel mai îndepărtat quasar cunoscut, CFHQS J2329-0301, se află la {\displaystyle z=6,43}. Cea mai deplasată galaxie radio (TN J0924-2201) are z = 5,2 și cea mai mare deplasare spre roșu a unui material molecular o constituie detecția emisiei moleculelor de CO de pe quasarul SDSS J1148+5251 cu z = 6,42
Obiectele extrem de roșii (ERO) sunt sursele astronomice care radiază energie în zona roșie și cvasiinfraroșie a spectrului electromagnetic. Acestea pot fi galaxii cu stele tinere cu deplasare spre roșu mare însoțită de înroșirea din cauza prafului, sau ar putea fi galaxii eliptice puternic deplasate cu o populație stelară mai bătrână (și deci mai roșie).
Obiectel care sunt mai roșii decât ERO sunt denumite „obiecte hiper extrem de roșii” (HERO) .

### Studii ale deplasării spre roșu

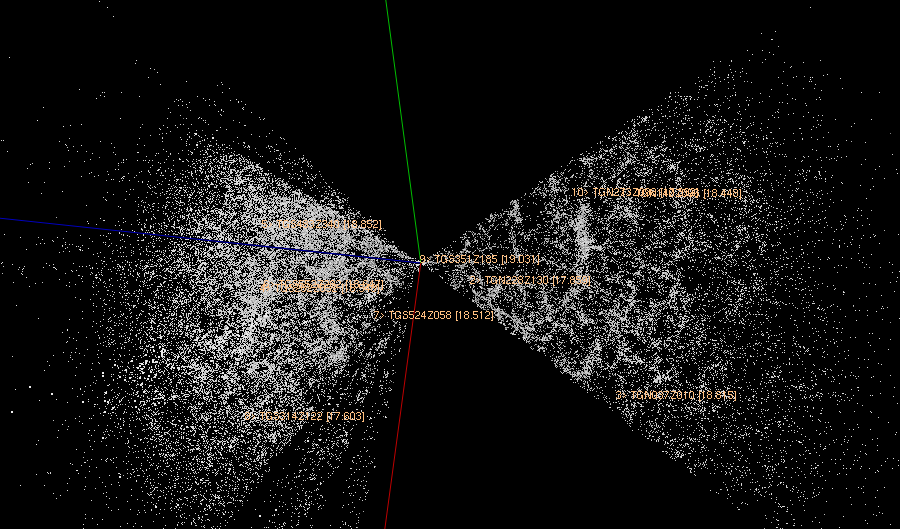
Date 2dFGRS

După apariția telescoapelor automate și îmbunătățirile aduse în domeniul spectroscopiei, mai multe colaborări au căutat întocmirea de hărți ale universului în spațiul deplasărilor spre roșu. Combinând deplasarea spre roșu cu datele unghiulare de poziție, un studiu al deplasărilor spre roșu conduce la obținerea unei distribuții 3D a materiei într-o anume parte a cerului. Aceste observații sunt utilizate pentru a măsura proprietățile structurii pe scară largă a universului. Marele Zid, un mare supercluster de galaxii cu o lățime de peste 500 de milioane de ani-lumină, dă un exemplu dramatic de structură pe scară largă pe care o pot detecta studiile deplasării spre roșu.
Primul studiu al deplasării spre roșu a fost CfA Redshift Survey, inițiat în 1977 și a cărui primă perioadă de colectare de date a fost terminată în 1982. Mai recent, 2dF Galaxy Redshift Survey a determinat structura pe scară largă a unei secțiuni a Universului, măsurând valorile z pentru peste 220.000 de galaxii; colectarea datelor s-a încheiat în 2002, iar rezultatele finale au fost publicate la 30 iunie 2003. (Pe lângă cartografierea șabloanelor pe scară largă a galaxiilor, 2dF a stabilit o limită maximă pentru masa neutrinilor.) O altă cercetare notabilă, Sloan Digital Sky Survey (SDSS), fusese început în 2005 și încerca să măsoare peste 100 de milioane de obiecte. SDSS a înregistrat deplasări spre roșu ale unor galaxii de până la 0,4, și s-a ocupat de detecția de quasari cu z mai mare ca 6. DEEP2 Redshift Survey utilizează telescoapele Keck cu noul spectrograf "DEIMOS"; o urmare a programului pilot DEEP1, DEEP2 este gândit pentru a măsura galaxii cu luminozitate mică și cu deplasări de la 0,7 în sus, și urmează, deci, să furnizeze o completare pentru SDSS și 2dF.

## Efecte datorate opticii fizice și transferului radiativ
Interacțiunile și fenomenele de transfer radiativ și optică fizică pot avea ca rezultat deplasări ale lungimii de undă și frecvenței radiațiilor electromagnetice. În astfel de cazuri deplasările corespund unui transfer de energie spre materie sau spre alți fotoni în loc de a corespunde unei treceri între sisteme de referință. Aceste deplasări se pot datora unor fenomene fizice cum ar fi efectele de coerență sau Împrăștierea de radiație electromagnetică fie din particule elementare încărcate electric, particule de aerosol, sau fluctuații ale indicelui de refracție într-un mediu dielectric ca în fenomenul radio de „whistler”. Asemenea fenomene sunt și ele denumite deplasări spre roșu sau spre albastru, dar în interacțiunile lumină-materie din astrofizică și care au ca rezultat deplasări de energie în câmpul radiației ele sunt în general denumite „înroșiri” și nu deplasări spre roșu care, ca termen, este rezervat pentru efectele discutate mai sus.
În multe circumstanțe împrăștierea cauzează înroșirea radiației deoarece entropia are ca rezultat predominarea fotonilor de energii joase față de prezența a puțini fotoni de energii înalte (deși energia totală se conservă). Împrăștierea nu produce aceeași schimbare relativă în lungimea de undă în tot spectrul, cu excepția unor experimente efectuate în condiții controlate cu grijă; orice z calculat este în general o funcție de lungimea de undă. Mai mult, împrăștierea cauzată de medii aleatoare are loc la multe unghiuri, iar z este o funcție și de unghiul de împrăștiere. Dacă au loc mai multe împrăștieri, sau particulele împrăștiate au o mișcare relativă, atunci există și o distorsiune a liniilor spectrale.
În astronomia interstelară, spectrul vizibil poate apărea mai roșu din cauza proceselor de împrăștiere într-un fenomen denumit înroșire interstelară — la fel împrăștierea Rayleigh cauzează înroșirea atmosferică dată de Soare la răsărit și la apus și face ca restul cerului să fie albastru. Acest fenomen este diferit de deplasarea spre roșu deoarece liniile spectrale nu sunt deplasate la alte lungimi de undă la obiectele înroșite și în plus există și o slăbire a intensității și o distorsiune asociate cu fenomenul din cauza împrăștierii fotonilor la unghiuri diferite de cel de privire directă.

### Articole
- Odenwald, S. & Fienberg, RT. 1993; "Galaxy Redshifts Reconsidered" în Sky & Telescope Feb. 2003; pp31–35 (Acest articol este util ca lectură suplimentară pentru diferențele între cele trei tipuri de deplasare spre roșu și cauzele lor.)
- Lineweaver, Charles H. și Tamara M. Davis, "Misconceptions about the Big Bang", Scientific American, martie 2005. (Acest articol este util pentru explicarea mecanismului deplasării spre roșu cosmologice, ca și pentru clarificarea unor concepții greșite în ce privește fizica extinderii universului.)

### Cărți
- Binney, James (1998). Galactic Astronomy. Princeton University Press. ISBN 0-691-02565-7.
- Carroll, Bradley W. and Dale A. Ostlie (1996). An Introduction to Modern Astrophysics. Addison-Wesley Publishing Company, Inc. ISBN 0-201-54730-9.
- Feynman, Richard; Leighton, Robert; Sands, Matthew (1989). Feynman Lectures on Physics. Vol. 1. Addison-Wesley. ISBN 0-201-51003-0.
- Grøn, Øyvind (2007). Einstein's General Theory of Relativity. New York: Springer. ISBN 978-0-387-69199-2.
- Kutner, Marc (2003). Astronomy: A Physical Perspective. Cambridge University Press. ISBN 0-521-52927-1.
- Misner, Charles (1973). Gravitation. San Francisco: W. H. Freeman. ISBN 0-7167-0344-0.
- Peebles, P. J. E. (1993). Principles of Physical Cosmology. Princeton University Press. ISBN 0-691-01933-9.
- Taylor, Edwin F.; Wheeler, John Archibald (1992). Spacetime Physics: Introduction to Special Relativity (2nd ed.). W.H. Freeman. ISBN 0-7167-2327-1.
- Weinberg, Steven (1971). Gravitation and Cosmology. John Wiley. ISBN 0-471-92567-5.